# Periophthalmus variabilis
Periophthalmus variabilis är en fiskart som beskrevs av Eggert, 1935. Periophthalmus variabilis ingår i släktet Periophthalmus och familjen smörbultsfiskar. Inga underarter finns listade i Catalogue of Life.